# Brokat (Unternehmen)
Die Brokat Technologies AG (zuvor Brokat AG, Brokat Infosystems AG und Brokat Informationssysteme GmbH) wurde 1994 gegründet, war von 1998 bis 2001 ein deutscher Börsen-Star der New Economy und des Neuen Marktes und ging mit dem Platzen der Dotcom-Blase unter.
Brokat entwickelte e-Business-Lösungen und zählte im Jahr 2000 zu den international führenden Anbietern von Internet-Banking-Lösungen (Teilsegment des Electronic Banking). Basis der Brokat-Lösungen war die modulare e-Services-Plattform Twister. Diese branchenübergreifende Software integrierte bestehende IT-Systeme und Anwendungen in Unternehmen und band diese sicher an verschiedene elektronische Kanäle wie Internet oder Mobilfunk an.

## Gründung
Brokat wurde am 21. Oktober 1994 unter dem Namen Brokat Informationssysteme GmbH mit einem Stammkapital von 158.300 DM gegründet. Gründer waren die fünf Freunde Stefan Röver (1965–2019, Studium Rechtswissenschaft und Betriebswirtschaft), Boris Anderer (1958, promovierter Physiker), Achim Schlumpberger (1965, Diplom-Informatiker), Michael Schumacher (1961, Diplom-Informatiker) und Michael Janßen (1966, Betriebswirt). Sitz des Unternehmens war ursprünglich Böblingen bei Stuttgart. Am 15. Januar 1998 wurde die Unternehmenszentrale nach Stuttgart-Vaihingen verlegt.
Die Firma wurde gefördert mit einer stillen Einlage über 7 000 000 DM von der Technologie-Beteiligungs-Gesellschaft mbH der Deutschen Ausgleichsbank, Bonn und einem Darlehen über 486 300 DM der Advanced European Technologies N.V., ED Heiloo, Niederlande. Beide wurden 1998 zur Kapitalerhöhung genutzt.

### Börsengang
Am 1. April 1998 wurde das Unternehmen in eine Aktiengesellschaft umgewandelt und der Name zu Brokat Infosystems AG geändert. Das Grundkapital wurde auf 44.747.955 DM erhöht, davon wurden 40 Mio. durch die Ausgabe von Aktien und weitere 4,74 Mio. DM durch Einbringung der stillen Einlage der Technologie-Beteiligungsgesellschaft und des Darlehens aus den Niederlanden erbracht.
Am 17. September 1998 wurde Brokat zum Neuen Markt der deutschen Börse zugelassen. Mit dem Börsengang übernahm Stefan Roever die Rolle des Chief Executive Officer (CEO) zusammen mit Boris Anderer als Co-CEO. Vorstandsvorsitzender von Brokat ab 1999 war Stefan Röver. Zu den Aufsichtsratsmitgliedern gehörte bis Juli 2001 u. a. Falk F. Strascheg.
Der Börsengang brachte einen Liquiditätszufluss von 89 Mio. DM, der in kurzer Zeit durch Verlustfinanzierung und Unternehmenszukäufe aufgezehrt ist.

### Kunden
Brokat wurde zum europäischen Marktführer bei Internet Banking-Lösungen. Mehr als 2000 Kunden weltweit nutzten Brokat-Lösungen, darunter die Deutsche Bank, Direkt Anlage Bank (DAB Bank), Consors, MLP AG, Comdirect Bank, WestLB, zahlreiche deutsche und österreichische Sparkassen- und Volksbanken-Rechenzentren, Allianz AG, ABN Amro, debitel, T-Motion und die Schweizer Post. Im Jahr 2000 hatte das Unternehmen mehr als 1400 Mitarbeiter und Niederlassungen in 17 Ländern.

## Aufstieg (Chronologie)
- März 1999: MeTechnology fusioniert mit Brokat.[19]
- Mai 1999: Der Vorstand wird von den Wirtschaftsprüfern Ernst & Young mit dem Preis "Entrepreneur des Jahres" im Bereich High-Tech ausgezeichnet.[20]
- September 1999: WestLB sieht enormes Wachstumspotential bei Brokat.[21]
- Oktober 1999: Boris Anderer und Achim Schlumpberger verlassen den Brokat Vorstand. Anderer gibt Co-CEO Position auf und wird Chairman mit Sonderaufgaben. Schlumpberger gibt CTO-Position auf und konzentriert sich als Software-Architekt auf die Entwicklung von Twister.[22]
- November 1999: Intel beteiligt sich mit rund 20 Millionen Mark an Brokat.[23]
- März 2000: Brokat platziert eine Anleihe über 125 Millionen Euro. Die jährliche Verzinsung liegt bei 11,5 Prozent. Brokat gilt als Weltmarktführer bei Software für das Internet-Banking.
- 10. März 2000: Die Aktie der Brokat AG erreicht ihren Höchstkurs von 195 €. Dieser Kurs bedeutet eine Marktkapitalisierung von 9,1 Mrd. €, obwohl Brokat seit seinem Bestehen nie Gewinne erwirtschaftet hat.[24]
- Mai 2000: Brokat steigert Umsatz um 118 %.[25]
- 26. Mai 2000: Das Unternehmen wird in Brokat AG umbenannt.[8]
- Juni 2000: Brokat, Mastercard und Siemens schließen Partnerschaft.[26]
- 29. September 2000: Brokat übernimmt die Blaze Software, Inc., San José (Californien)[27] gegen Ausgabe von 5.424.000 Stammaktien der Brokat AG. Brokat ermittelt daraus einen Kaufpreis von 1.038.255.000 DM.[28] An Anschaffungsnebenkosten bezahlt Brokat 24.802.000 DM in bar.[29]
- 29. Oktober 2000: Brokat übernimmt das US-Software-Unternehmen GemStone, Inc., Beaverton (Oregon) gegen Ausgabe von 2.576.715 Stammaktien der Brokat AG. Brokat ermittelt daraus einen Kaufpreis von 507.726.000 DM.[30][28] An Anschaffungsnebenkosten bezahlt Brokat 23.979.000 DM in bar.[29]
- 2. Oktober 2000: Nach den Zukäufen in den USA wird Brokat an der NASDAQ gelistet.
- Oktober 2000: Siemens beteiligt sich mit rund 141 Millionen Mark an Brokat.[31]
- 31. Dezember 2000: Brokat erzielt im Jahr 2000 mit 199,6 Mio. Euro den höchsten Jahresumsatz und beschäftigt über alle Gesellschaften hinweg 1.438 Mitarbeiter.[29]
- Februar 2001: Brokat erhält ein Patent für das elektronische Unterschreiben per Handy.[32]

## Niedergang (Chronologie)
- Dezember 2000: Boris Anderer und Achim Schlumpberger verlassen das Unternehmen. Anderer wechselt in den Aufsichtsrat.[33]
- April 2001: Auf Grund der Absatzkrise in der Software-Branche korrigiert der Vorstand die Umsatzprognose nach unten.[34]
- Juni 2001: Brokat baut ein Fünftel seiner 1450 Stellen ab, schließt Standorte und sucht nach Investoren.[35]
- 21. Juni 2001: Der Vorstand meldet den Verlust der Hälfte des Grundkapitals.[35]
- 21. Juni 2001: Umbenennung in Brokat Technologies AG.[8]
- Juli 2001: Brokat vermeldet einen Quartalsverlust in Höhe von 824 Millionen Euro.[36] In der Folge verhandelt der Vorstand mit den Anleihegläubigern über eine Wandlung der Unternehmensanleihe in Aktien und bestellt dafür Dresdner Kleinwort Wasserstein, London, als Berater.[37]
- 1. August 2001: Der Sanierungsexperte Dirk Pfeil wird vom Amtsgericht Stuttgart in den Aufsichtsrat von Brokat berufen, nachdem drei Aufsichtsratsmitglieder zurückgetreten waren.[37] Pfeil übernimmt den Vorsitz des Aufsichtsrates.[38]
- 15. August 2001: Blaze und Gemstone werden für 19 Mio. Euro verkauft.[39]
- November 2001: Mit den Anleihegläubigern wird keine Einigung erzielt. Brokat ist überschuldet.[40]
- 23. November 2001: Brokat meldet Insolvenz wegen Überschuldung an.[41]
- 3. Dezember 2001: Das Insolvenzverfahren wird eröffnet.[37]

## Insolvenz

### Vorgeschichte der Insolvenz
Der Vorstand wollte die finanzielle Krise mit dem Verkauf von Teilbereichen des Unternehmens, insbesondere der e-Payment-Sparte, lösen. Schon am 21. Juni 2001 wurde die Brokat AG in Brokat Technologies AG umbenannt. Der Vorstandsvorsitzende Stefan Röver wechselte im August 2001 zu eOne Global, Nappa (USA), eine Tochtergesellschaft der First Data Corp., Denver. Röver hatte mit dem Wechsel die Absicht, den Verkauf an diese Gesellschaft zu ermöglichen. Auch weitere Tochtergesellschaften sollten veräußert oder geschlossen werden. Brokat wollte sich nur noch auf die Sparte e-Banking konzentrieren.
Tatsächlich kam bereits am 23. August 2001 ein Kaufvertrag mit eOne Global (ein First-Data-Unternehmen) mit einem Kaufpreis von 42 Mio.€ zustande, der jedoch nicht vollzogen werden konnte, weil er unter der Bedingung stand, dass auch die Anleihegläubiger diesem Vertrag zustimmen müssten. Die Verhandlungen mit den Anleihegläubigern scheiterten, weil diese es vorzogen, die Brokat im Rahmen eines Insolvenzverfahrens abzuwickeln.

### Überschuldung
Der Vorstand von Brokat stellte Anfang November 2001 fest, dass die Gesellschaft überschuldet war und eine dreiwöchige Frist für die Stellung eines Insolvenzantrages lief. Nach weiteren intensiven Verhandlungen kam am 22. November 2001 ein weiterer notarieller Vertrag zu Stande, mit dem eOne Global über die Tochtergesellschaft Encorus Holding Ltd. die ePaymentsparte übernimmt, die der Vorstand inzwischen auf eine neu gegründete Brokat Mobile Technologies GmbH & Co. KG mit 343 Mitarbeiter ausgegliedert hatte. Der Vertrag stand jedoch unter dem Vorbehalt, dass er von einem zukünftigen Insolvenzverwalter genehmigt werden muss.
Aber auch die e-Banking Sparte gliedert der Vorstand noch am 5. November 2001 in eine neu gegründete Tochtergesellschaft, die Brokat e-Finance Technologies GmbH & Co. KG, aus. Mit dem Ausgliederungsvertrag gehen 91 Arbeitnehmer über.
Die Brokat AG, am 21. Juni 2001 in Brokat Technologies AG umbenannt, war nur noch eine leere Unternehmenshülle – sie hatte bei Eröffnung des Insolvenzverfahrens nur noch vier Mitarbeiter.

### Das Insolvenzverfahren
Am 23. November 2001 stellt der Vorstand unter CEO Michael Janssen beim Amtsgericht Stuttgart Antrag auf Eröffnung eines Insolvenzverfahrens. Der Stuttgarter Rechtsanwalt Dr. Volker Grub wird als Insolvenzverwalter bestellt. Das Insolvenzverfahren wird am 3. Dezember 2001 eröffnet.
Gleichzeitig bestellt das Gericht auch einen Gläubigerausschuss bestehend aus: Claudia Diem, Landesbank Baden-Württemberg; Klaus Martin, westdeutsche Landesbank; Dr. Hans Michael Schmidt-Dencker, Vorstand der BWK, Stuttgart; Diplom-Kaufmann Thomas Illy, Frankfurt als Vertreter der Anleihegläubiger.
Grub führt mit eOne Global noch Nachverhandlungen über den Kauf der e-Payment-Sparte. Mit Zustimmung des Gläubigerausschusses genehmigt Grub den Unternehmenskaufvertrag bereits am 6. Dezember 2001. Die Sparte wurde als eigenständiges Unternehmen unter Encorus Technologies weitergeführt. Encorus wurde schließlich 2005 von Qpass acquiriert.
Es wurden Spekulationen laut: Röver habe das sinkende Schiff verlassen, unter den Gründern habe es Streit gegeben. Janssen selbst erklärt im Jahr 2017, es sei Bedingung des Verkaufs gewesen, dass Röver zu eOne wechselt. Die fünf Gründer seien nach wie vor miteinander befreundet.
Am 7. Dezember 2001 stellt auch die Brokat Technologies GmbH und Co. KG beim Amtsgericht Stuttgart Insolvenzantrag. Auch hier wird Grub als Verwalter bestellt. Schon am 5. Januar 2002 veräußerte er den Bereich e-Banking an Data Design AG, München. Übernommen wurden nur 45 Arbeitnehmer.
Grub stellte fest, dass zu Brokat immer noch 31 Gesellschaften gehörten, die ihren Sitz weitgehend im Ausland hatten. Einige konnten verkauft werden. Überwiegend musste sie Grub jedoch stilllegen.

### Verlustursachen
Die Akquisition neuer Gesellschaften im weltweiten Bereich zu Preisen des Neuen Marktes, die nicht mehr kalkuliert waren, führte zu einer Explosion von Reisekosten, Marketingaufwendungen, Beratungskosten und dergleichen. Immer neue Geldquellen, die sich der Vorstand erschloss, verführten zu einer großzügigen Ausgabepolitik. Gemstone Systems Inc. und Blaze Software Inc. waren bereits vor der Übernahme durch Brokat ein Sanierungsfall und wurden viel zu teuer gekauft.
Die technologische Entwicklung wurde im Bereich eFinance verschlafen. IBM und Bea Systems hatten Brokat schon überholt.
Nachdem in der ersten Jahreshälfte 2001 die finanzielle Überforderung des Unternehmens und die entstandenen Verluste publiziert werden mussten, sank das Vertrauen des Marktes. Neue Aufträge gingen deutlich zurück.

### Ende der Insolvenzen
Das Insolvenzverfahren der Brokat Technologies AG, der früheren Brokat AG, konnte Grub erst im Jahr 2013 beenden. Insolvenzforderungen in Höhe von 105 Mio.€, davon Forderungen der Anleihegläubiger in Höhe von 100,5 Mio.€, erhielten eine Zahlungsquote von 28 %.

## Tochtergesellschaften bei Insolvenzeröffnung 2001
Bei Insolvenzeröffnung am 3. Dezember 2001 verfügte Brokat über 31 Tochtergesellschaften:
| 1   | Brokat Technologies Inc., San José, Kalifornien/USA                                |
| 2.  | Brokat Asia Pte. Ltd., Singapur                                                    |
| 3.  | Brokat Technologies Australasia Pty. Ltd., Sydney/Australien                       |
| 4.  | Brokat Technologies Japan, Inc., Tokio/Japan                                       |
| 5.  | Brokat Technologies Ltd., London/Großbritannien                                    |
| 6.  | Brokat Technologies Nordic AB, Stockholm/Schweden                                  |
| 7.  | Brokat Systeme AG, Wallisellen/Schweiz                                             |
| 8.  | Brokat Infosysteme Ges.m.b.H., Wien/Österreich                                     |
| 9.  | Brokat Sarl, Luxemburg (vormals Brokat Infosystems Sarl)                           |
| 10. | Brokat-Technologies Hungary Kft., Budapest/Ungarn                                  |
| 11. | Brokat (Hong Kong) Ltd., Hong Kong/China                                           |
| 12. | Brokat Italy S.r.l., Mailand/Italien                                               |
| 13. | Kordoba Gesellschaft für Bankensoftware mbH & Co. KG, Nürnberg                     |
| 14. | ASIS Sicherheits- und Informationssysteme GmbH, Rodenbach                          |
| 15. | Myalert.com S.A., Madrid/Spanien                                                   |
| 16. | Customer Dialogue Systems, N.V., Leuven/Belgien                                    |
| 17. | Ways India Ltd., Mumbai/Indien                                                     |
| 18. | Brokat Technologies (France) Sarl, Paris/Frankreich                                |
| 19. | Blaze Software France Sarl, Paris/Frankreich                                       |
| 20. | Bremen Online Services Entwicklungs- und Betriebsgesellschaft mbH & Co. KG, Bremen |
| 21. | Blaze Software GmbH, Neu-Isenburg                                                  |
| 22. | GemStone Systems (Deutschland) GmbH, Unterschleißheim                              |
| 23. | Brokat Beteiligungen GmbH, Reutlingen                                              |
| 24. | Brokat Mobile Technologies GmbH & Co KG, Stuttgart                                 |
| 25. | Brokat Mobile Technologies Verwaltungs-GmbH, Stuttgart                             |
| 26. | Blaze Software Australasia Pty. Ltd., Sydney/Australien                            |
| 27. | ESD Information Technology Entwicklungs GmbH, Dölzig bei Leipzig                   |
| 28. | Brokat eFinance Technologies Verwaltungs GmbH, Stuttgart                           |
| 29. | GemStone Systems (Schweiz) AG, Zürich/Schweiz                                      |
| 30. | Blaze Software (UK) Ltd., London/Großbritannien                                    |
| 31. | GemStone Systems Ltd., London/Großbritannien                                       |